# لواء إس إس بانزر جروس
لواء إس إس بانزر جروس وحدة تابعة لفافن إس إس لألمانيا النازية خلال الحرب العالمية الثانية، تحت قيادة أوبرستورمبانفوررمارتن غروس. تم تشكيل اللواء من فوج التدريب والاستبدال بانزر إس إس مقره في دونداغا، لاتفيا وفرقة فوج تدريب قوات بانزر إس إس المتمركزة في مراكز التدريب في فنتسبيلز مع كتيبة تدريب قوات الاستطلاع إس إس في أغسطس 1944.  يتكون اللواء من كتيبتين مشاة، كتيبة بانزر من سريتين مجهزتين بدبابات بانزر 3 وبانزر 4، كتيبة استطلاع، كتيبة StuG (مدمرات دبابات)، سرية هندسية وسرية فلاك (دفاع جوي).
شارك اللواء في القتال في كورلاند وريغا في أغسطس وسبتمبر قبل أن يتم نقله غربًا إلى مراكز التدريب في Sennelager وSteinhagen في نوفمبر حيث تم تفكيكه من أجل الاستبدال. لم يتم حله رسميًا حتى أبريل 1945. 

## قائمة المراجع
- ميتشوم، صموئيل. وسام المعركة الألماني، المجلد 3 ، كتب Stackpole ، 2007 ، (ردمك 0-8117-3438-2)
- تيسين، جورج. Verbände und Truppen der deutschen Wehrmacht und Waffen-SS im Zweiten Weltkrieg 1939–1945 ؛ الفرقة 14: Die Landstreitkräfte: Namensverbände / Die Luftstreitkräfte (Fliegende Verbände) / Flakeinsatz im Reich 1943–1945 Osnabruck: Biblio، 1980 (ردمك 3-7648-1111-0)